# Mandirituba
Mandirituba ist ein brasilianisches Munizip im Südosten des Bundesstaats Paraná. Es hat 27.439 Einwohner (2022), die sich Mandiritubenser nennen. Seine Fläche beträgt 379 km². Es liegt 902 Meter über dem Meeresspiegel.

## Etymologie
Mandirituba ist ein indianisches Wort und bedeutet Ort, an dem es viele Bienen gibt oder Bienenstock. Von Tupi manduri = Biene und etyba = Überfluss, große Menge.

## Geschichte

### Besiedlung
Die Goldphase war die eigentliche Ursache für die Besiedlung der Campos Gerais. Ab dem siebzehnten Jahrhundert begann man mit der Suche nach Schwemmgold. Obwohl die Ergebnisse des Abbaus nie den Erwartungen entsprachen, blieb die Bevölkerung der Goldgräber dort, und es entstanden zahlreiche Dörfer. Sie betrieben Subsistenzwirtschaft. Später, als es an Arbeitskräften mangelte, suchte dieselbe Gesellschaft die Lösung für ihre Probleme im Einsatz von Sklaven aus Afrika.
In dieser Phase half auch der Tropeirismo und die Estrada da Mata. Sie war ein Teilstück des historischen Caminho de Sorocaba, auf dem das Vieh von Viamão in Rio Grande do Sul zur Messe von Sorocaba, dem wichtigsten Handelszentrum jener Zeit, getrieben wurde. Die Estrada da Mata, die durch die Campos Gerais do Paraná bis zu den Campos de Lages führte, begünstigte die Ansiedlung zahlreicher landwirtschaftlicher Betriebe im Gewbiet von Mandirituba, die sich im Einklang mit den wirtschaftlichen Zyklen der damaligen Zeit entwickelten.
Die Periode der Holzgewinnung wurde im Bundesstaat Paraná als verheerender Zyklus angesehen, war aber von großer Bedeutung, da sie die Ausdehnung der Kolonisierungsfronten ermöglichte. Nachdem Holz zu einem der Hauptexportprodukte geworden war, wurde der Beginn des agroindustriellen Zyklus im Staat eingeläutet. Im Jahr 1900 wurde auf der Fazenda Rio Grande im Munizip São José dos Pinhais ein Sägewerk errichtet. Das Grundstück gehörte der Firma Irmãos Bettega Ltda., die für den Bau der ersten beiden Geschäftshäuser und einer Schule verantwortlich war. Weitere Häuser wurden gebaut und der Ort entwickelte sich.
Im Jahr 1909 wurde der wachsende Weiler Estrada de Mandirituba zu einem Gerichtsbezirk erhoben und vereinfacht in Mandirituba umbenannt.

### Erhebung zum Munizip
Mandirituba wurde durch das Staatsgesetz Nr. 4245 vom 25. Juli 1960 aus São José dos Pinhais ausgegliedert und in den Rang eines Munizips erhoben. Es wurde am 15. November 1961 als Munizip installiert.

## Geografie

### Fläche und Lage
Mandirituba liegt auf dem Primeiro Planalto Paranaense (der Ersten oder Curitiba-Hochebene von Paraná). Seine Fläche beträgt 379 km². Es liegt auf einer Höhe von 902 Metern.

### Vegetation
Das Biom von Mandirituba ist Mata Atlântica.

### Klima
Das Klima ist gemäßigt warm. Es werden hohe Niederschlagsmengen verzeichnet (1714 mm pro Jahr). Im Jahresdurchschnitt liegt die Temperatur bei 17,1 °C. Die Klimaklassifikation nach Köppen und Geiger lautet Cfb.

### Gewässer
Mandirituba liegt im Einzugsgebiet des Rio Iguaçu. Der Rio da Várzea, ein rechter Nebenfluss des Iguaçu-Nebenflusses Rio Negro, bildet die südöstliche Grenze des Munizips. Entlang der nordöstlichen Grenze fließt der Rio do Maurício in Richtung Norden zum Iguaçu.

### Straßen
Mandirituba liegt an der BR-116 von Curitiba im Norden nach Porto Alegre im Süden. Von ihr zweigt die PR-419 nach Agudos do Sul ab.

### Nachbarmunizipien
|             | Araucária, São José dos Pinhais und Fazenda Rio Grande |                |
| Contenda    | Kompassrose, die auf Nachbargemeinden zeigt            |                |
| Quitandinha | Agudos do Sul                                          | Tijucas do Sul |

## Stadtverwaltung
Bürgermeister: Luis Antonio Biscaia, PSC (2021–2024)
Vizebürgermeister: Manoel Airton Cruz, PSD (2021–2024)

## Demografie

### Bevölkerungsentwicklung
| Jahr | Einwohner | Stadt | Land |
| ---- | --------- | ----- | ---- |
| 1970 | 11.036    | 12 %  | 88 % |
| 1980 | 15.444    | 47 %  | 53 % |
| 1991 | 38.336    | 68 %  | 32 % |
| 2000 | 17.540    | 36 %  | 64 % |
| 2010 | 22.220    | 33 %  | 67 % |
| 2022 | 27.439    |       |      |

Quelle: IBGE (2011) und Volkszählung 2022

### Ethnische Zusammensetzung
| Gruppe * | 1991    | 2000    | 2010    | wer sich als …                                                                   |
| --- | ------- | ------- | ------- | -------------------------------------------------------------------------------- |
| Weiße | 83,0 %  | 87,0 %  | 72,2 %  | weiß bezeichnet                                                                  |
| Schwarze | 2,2 %   | 1,5 %   | 1,5 %   | schwarz bezeichnet                                                               |
| Gelbe | 0,0 %   | 0,4 %   | 0,2 %   | von fernöstlicher Herkunft wie japanisch, chinesisch, koreanisch etc. bezeichnet |
| Braune | 14,8 %  | 10,6 %  | 26,0 %  | braun oder als Mischung aus mehreren Gruppen bezeichnet                          |
| Indigene | 0,0 %   | 0,0 %   | 0,1 %   | Ureinwohner oder Indio bezeichnet                                                |
| ohne Angabe | 0,0 %   | 0,5 %   | 0,0 %   |                                                                                  |
| Gesamt | 100,0 % | 100,0 % | 100,0 % |                                                                                  |
| *) Anmerkung: Das IBGE verwendet für Volkszählungen ausschließlich diese fünf Gruppen. Es verzichtet bewusst auf Erläuterungen. Die Zugehörigkeit wird vom Einwohner selbst festgelegt. |         |         |         |                                                                                  |

Quelle: IBGE (Stand: 1991, 2000 und 2010)

## Wirtschaft

### Kennzahlen
Mit einem Bruttoinlandsprodukt pro Einwohner von 22.698,45 R$ (rund 5.000 €) lag Mandirituba 2019 an 304. Stelle der 399 Munizipien Paranás.
Sein mittelhoher Index der menschlichen Entwicklung von 0,655 (2010) setzte es auf den 351. Platz der paranaischen Munizipien.